# Jomi García Ascot
José Miguel «Jomí» García Ascot (Túnez, 24 de marzo de 1927 - Ciudad de México, 14 de agosto de 1986) fue un poeta, ensayista, cineasta, crítico de arte y publicista español.

## Biografía
Hijo de un diplomático español, Felipe García Ascot, y de María Luisa Fernández Martini, residentes, por razones profesionales, en el protectorado francés de Marruecos, lo que explica que sea de origen tunecino. Su familia viajó por diversos países como Portugal, Francia y Marruecos, y tras la guerra civil española, en 1939, emigró a México. 
Ya en México, el joven Jomi o Jomí (como se le conoció) estudió filosofía en la Facultad de Filosofía y Letras de la Universidad Nacional Autónoma de México en donde también, más tarde, trabajó como docente. Fundó el Cine Club Universitario en la propia Facultad de Filosofía, y también el Cine Club de México en el Instituto Francés de América Latina (IFAL), colaborando para el propósito con Jean Francois Ricard y José Luis González de León.
Trabajó y escribió en numerosas revistas y publicaciones cinematográficas como Cine Verdad, Telerevista y Cámara, Nuevo Cine, Plural, Siempre!, Vuelta, Dicine y la Revista de la Universidad de México. Colaboró también con la agencia publicitaria Noble y Asociados para la que desarrolló la mayor parte de su actividad como publicista profesional.
Sostuvo amistad con Gabriel García Márquez, Premio Nobel de Literatura, quien le dedicó a él y a su esposa, la también escritora María Luisa Elío, su novela Cien años de soledad.
Murió en 1986 en la Ciudad de México.

## Obra
Escribió poesía y novela:
- Un otoño en el aire (poesía).
- Estar aquí (poesía).
- Poemas de amor perdido y encontrado (poesía).
- La muerte empieza en Polanco (novela).
- Baudelaire, poeta existencial (ensayo).
- Roger von Gunten (ensayo).
- Con la música por dentro (ensayo).[4]
- Antología personal (poesía). Premio Xavier Villaurrutia (1984).
- Después de su muerte, su hijo Diego García Elío, publicó la nueva Antología de poemas de Jomi García Ascot conteniendo los versos conocidos y otros, inéditos hasta el momento de la publicación de esta edición post mortem.[2]

## Cine
- En 1962, En el balcón vacío. Largometraje dirigido por Jomí, siendo la primera película realizada en México por el exilio español.[5] Basada en un cuento del mismo nombre escrito por su esposa María Luisa Elío, fue dedicada a los españoles republicanos muertos en el exilio. Aunque comercialmente nunca se estrenó, recibió el Premio de la Crítica en el Festival de Locarno y el Giallo d’Oro en el de Sestri-Levante.[6]

Fue premiado en su condición de producción experimental en repetidas ocasiones, aunque no le sirvió para ganarse la vida, salvo realizando anuncios publicitarios.
Dirigió, además, algunos cortometrajes entre los que sobresalen:
- Remedios Varo (1965), dedicada a la pintora exiliada, y
- El Viaje (1979).

Dirigió también el cineclub del Instituto Francés de la América Latina.

## Reconocimientos
- El sombrero de oro, por el mejor cortometraje (Remedios Varo).
- Premio de la crítica internacional en el festival de Locarno, por la película de cine experimental En el balcón vacío.
- El Jano de oro en Sestri Levante, en el Festival de Cine Latinoamericano, también por la película En el balcón vacío.[7]
- Premio Xavier Villaurrutia, por su obra poética: México, 1984.